# Dierrey-Saint-Pierre
Dierrey-Saint-Pierre là một xã ở tỉnh Aube, thuộc vùng Grand Est ở phía bắc miền trung nước Pháp.